# Alpine A525
O Alpine A525 é o modelo de carro de Fórmula 1 construído e utilizado pela Alpine F1 Team para disputar o Campeonato Mundial de Fórmula 1 de 2025. É o quinto carro de Fórmula 1 inscrito pela Alpine desde que a equipe deixou de ser Renault. O A525 está sendo pilotado por Pierre Gasly, que está em sua terceira temporada com a equipe, e pelo estreante Jack Doohan, com Ryō Hirakawa pilotando o modelo durante os treinos livres do Grande Prêmio do Japão. O carro foi revelado no evento F1 75 Live em 18 de fevereiro de 2025 e fez sua estreia competitiva no Grande Prêmio da Austrália de 2025.

## História
A Alpine revelou o A525 em 18 de fevereiro de 2025, durante o evento F1 75 Live. O A525 é o primeiro carro de Fórmula 1 da Alpine a utilizar combustíveis Eni e lubrificantes Valvoline, que substituem os fornecedores anteriores, BP e Castrol. Também será o último carro Alpine e da F1 em geral a utilizar motores Renault, já que a marca francesa optou por encerrar seu programa de desenvolvimento e fornecimento de motores no final de 2025, com a equipe Alpine mudando para motores Mercedes em 2026.

### Pintura
A pintura padrão do carro era muito semelhante à do Alpine A521, com o tradicional azul dividindo o espaço com o rosa, que acentuava o logo da patrocinadora BWT nos sidepods e na frente do carro.

### Desempenho
No dia 24 de fevereiro de 2025, a Alpine promoveu o primeiro teste do A525 com seus pilotos, Gasly e Doohan, no Circuito Internacional do Barém. O carro foi considerado superior ao A524, por ser mais leve e mais veloz, especialmente nas curvas, embora o motor ainda seja considerado o pior do grid. O A525 fez sua estreia competitiva no GP da Austrália de 2025, e os primeiros pontos foram conquistados por Pierre Gasly, ao finalizar o GP do Barém em sétimo lugar.